# مقاطعة بولينغر (ميزوري)
مقاطعة بولينغر (بالإنجليزية: Bollinger County)‏ هي إحدى المقاطعات في ولاية ميزوري في الولايات المتحدة الأمريكية.